# Hervé Flak
Hervé Flak est un footballeur français, né le 11 mars 1957 à Mazingarbe dans le département du Pas-de-Calais. Il évolue au poste de défenseur central ou de milieu de terrain défensif du milieu des années 1970 à la fin des années 1980.
Formé à l'US Nœux-les-Mines, il effectue la majorité de son parcours professionnel au Racing Club de Lens puis évolue deux ans à l'Olympique de Marseille avant de terminer sa carrière  au FC Martigues.

## Biographie
Hervé Flak est né le 11 mars 1957 à Mazingarbe dans une famille de footballeurs. Son père, Simon, est professionnel de 1945 à 1955 puis devient entraîneur de l'US Nœux-les-Mines, son frère, Daniel, fait toute sa carrière dans ce même club dont il devient le capitaine et avec qui il remporte le championnat de France amateur. Il fait ses premiers pas de footballeur sous le maillot de l'USN et joue en 1974 en troisième division sous les ordres de son père et en compagnie de son frère au poste d'attaquant.
Repéré par le Racing Club de Lens, il est alors échangé contre Erick Mombaerts et dispute dès sa première saison avec les « Sang et Or » quatre rencontres de championnat comme milieu de terrain défensif ou défenseur central. La saison suivante, ses grosses qualités physiques et sa bonne frappe de loin en font un titulaire en défense centrale aux côtés de Daniel Leclercq.  Le club lensois termine vice-champion de France à neuf points du FC Nantes. Il est alors appelé, en février 1977, par Henri Guérin en équipe de France B pour un match face à la RFA B. Les Français s'imposent un but à zéro sur une réalisation d'Alain Giresse à la 33e minute.
Qualifiés pour la Coupe de l'UEFA, Hervé Flak et ses coéquipiers réalisent un exploit en seizième de finale en battant lors du match retour la Lazio de Rome sur le score de six buts à zéro. Le club lensois doit cependant s'incliner au tour suivant face aux Allemands de l'Est du FC Magdebourg. En championnat, les Lensois ne parviennent pas à retrouver leur jeu de l'année précédente et sont relégués en fin de saison. Les « Sang et Or » parviennent à remonter immédiatement en terminant deuxième du groupe B et en battant en barrage l'Olympique avignonnais et le Paris FC. Le club termine les années suivantes en milieu de tableau de Division 1. En Coupe de France, les Lensois atteignent en 1981 les demi-finales où ils sont éliminés, trois buts à zéro sur les deux matchs, par le SC Bastia.
Après dix ans au RC Lens, Hervé Flak signe, en 1984, avec son coéquipier Jean-Pierre Bade, à l'Olympique de Marseille qui vient de remonter en première division. La saison est difficile et le club finit à la dix-septième place à deux points du premier relégable. La saison suivante, l'OM parvient en finale de la Coupe de France. Hervé Flak ne joue pas ce match où les Marseillais s'inclinent deux buts à un face aux Girondins de Bordeaux.
Il signe alors au FC Martigues, club de Division2, où il termine sa carrière en 1989. Un an plus tard, Il devient agent d'assurances sur Marseille et participe également aux matchs des anciens de l'OM.
En 2022, le magazine So Foot le classe dans le top 1000 des meilleurs joueurs du championnat de France, à la 650e place.

## Palmarès
Hervé Flak dispute 291 rencontres pour 16 buts inscrits en Division 1 et 95 matchs pour un but marqué en Division 2. Avec le RC Lens, il termine vice-champion de France en 1977.
Il compte une sélection en équipe de France B obtenue en 1977.

## Statistiques
Le tableau ci-dessous résume les statistiques en match officiel d'Hervé Flak durant sa carrière de joueur professionnel,.  
| Saison                | Club                   | Championnat           | Championnat | Championnat | Coupe(s) nationale(s) | Coupe(s) nationale(s) | Compétition(s) continentale(s) | Compétition(s) continentale(s) | Compétition(s) continentale(s) | Barrages | Barrages | Sélection | Sélection | Sélection | Total | Total |
| Saison                | Club                   | Division              | M.          | B.          | M.                    | B.                    | Comp.                          | M.                             | B.                             | M.       | B.       | Équipe    | M.        | B.        | M.    | B.    |
| 1975-1976             | RC Lens                | D1                    | 4           | 0           | -                     | -                     | -                              | -                              | -                              | -        | -        | -         | -         | -         | 4     | 0     |
| 1976-1977             | RC Lens                | D1                    | 38          | 1           | 7                     | 0                     | -                              | -                              | -                              | -        | -        | France B  | 1         | 0         | 46    | 1     |
| 1977-1978             | RC Lens                | D1                    | 33          | 0           | -                     | -                     | C3                             | 5                              | 0                              | -        | -        | -         | -         | -         | 38    | 0     |
| 1978-1979             | RC Lens                | D2                    | 32          | 1           | 5                     | 0                     | -                              | -                              | -                              | 4        | 0        | -         | -         | -         | 41    | 1     |
| 1979-1980             | RC Lens                | D1                    | 33          | 1           | 5                     | 0                     | -                              | -                              | -                              | -        | -        | -         | -         | -         | 38    | 1     |
| 1980-1981             | RC Lens                | D1                    | 35          | 3           | 9                     | 0                     | -                              | -                              | -                              | -        | -        | -         | -         | -         | 44    | 3     |
| 1981-1982             | RC Lens                | D1                    | 31          | 2           | 1                     | 0                     | -                              | -                              | -                              | -        | -        | -         | -         | -         | 32    | 2     |
| 1982-1983             | RC Lens                | D1                    | 29          | 1           | 2                     | 0                     | -                              | -                              | -                              | -        | -        | -         | -         | -         | 31    | 1     |
| 1983-1984             | RC Lens                | D1                    | 30          | 2           | 6                     | 0                     | C3                             | 5                              | 1                              | -        | -        | -         | -         | -         | 41    | 3     |
| Sous-total            | Sous-total             | Sous-total            | 265         | 11          | 35                    | 0                     | -                              | 10                             | 1                              | 4        | 0        | -         | 1         | 0         | 315   | 12    |
| 1984-1985             | Olympique de Marseille | D1                    | 28          | 5           | 3                     | 0                     | -                              | -                              | -                              | -        | -        | -         | -         | -         | 31    | 5     |
| 1985-1986             | Olympique de Marseille | D1                    | 30          | 1           | 5                     | 1                     | -                              | -                              | -                              | -        | -        | -         | -         | -         | 35    | 2     |
| Sous-total            | Sous-total             | Sous-total            | 58          | 6           | 8                     | 1                     | -                              | -                              | -                              | -        | -        | -         | -         | -         | 66    | 7     |
| 1986-1987             | FC Martigues           | D2                    | 30          | 1           | 7                     | 0                     | -                              | -                              | -                              | -        | -        | -         | -         | -         | 37    | 1     |
| 1987-1988             | FC Martigues           | D2                    | 30          | 0           | -                     | -                     | -                              | -                              | -                              | -        | -        | -         | -         | -         | 30    | 0     |
| 1988-1989             | FC Martigues           | D2                    | 3           | 0           | -                     | -                     | -                              | -                              | -                              | -        | -        | -         | -         | -         | 3     | 0     |
| Sous-total            | Sous-total             | Sous-total            | 63          | 1           | 7                     | 0                     | -                              | -                              | -                              | -        | -        | -         | -         | -         | 70    | 1     |
| Total sur la carrière | Total sur la carrière  | Total sur la carrière | 386         | 17          | 50                    | 1                     | -                              | 10                             | 1                              | 4        | 0        | -         | 1         | 0         | 451   | 19    |